# Borowe (jezioro w powiecie czarnkowsko-trzcianeckim)
Borowe – jezioro w woj. wielkopolskim, w powiecie czarnkowsko-trzcianeckim, w gminie Krzyż Wielkopolski, leżące na Równinie Drawskiej.

## Dane morfometryczne
Powierzchnia zwierciadła wody według różnych źródeł wynosi od 8,5 ha do 9,72 ha (lustra wody) lub 10,99 ha (ogólna).
Zwierciadło wody położone jest na wysokości 43,9 m n.p.m.

## Hydronimia
Według danych z państwowego rejestru nazw geograficznych urzędowa nazwa tego jeziora to Borowe.
Według spisu opracowanego przez Komisję Nazw Miejscowości i Obiektów Fizjograficznych (KNMiOF) nazwa tego jeziora to Borowe Jezioro. W różnych publikacjach i na mapach topograficznych jezioro to występuje pod nazwą Borowo lub Zacisze.
Dane z państwowego rejestru nazw geograficznych podają oboczne nazwy tego jeziora: Borowo, Jezioro Głębokie, Borowe Jezioro.